# Crinum bulbispermum
Crinum bulbispermum é uma espécie de planta com flor pertencente à família Amaryllidaceae. 
A autoridade científica da espécie é (Burm.) Milne-Redh. & Schweick., tendo sido publicada em Journal of the Linnean Society, Botany 52(342): 161. 1939.

## Portugal
Trata-se de uma espécie presente no território português, nomeadamente no Arquipélago da Madeira.
Em termos de naturalidade é introduzida nas região atrás referidas.

## Protecção
Não se encontra protegida por legislação portuguesa ou da Comunidade Europeia.